# Juan Álvarez de Caldas
Juan Álvarez de Caldas (Las Caldas, Oviedo, ca. 1542 -Àvila, 19 d'octubre de 1615) va ser un religiós asturià que va ser bisbe d'Oviedo (1605-1612) i d'Àvila (1612-1615), a més de reformador de la Universitat de Salamanca.
Nascut a la vila de las Caldas, actualment municipi d'Oviedo, era fill de Juan Álvarez i Beatriz Fernández de Arévalo. Membre de família nombrosa, va ser el menor dels seus germans, raó per la qual hauria tingut una educació pobra els primers anys de la seva vida. Posteriorment va passar a estudiar Gramàtica a la ciutat de Lleó, on va tenir una experiència profitosa i va passar a estudiar Filosofia, Dret Canònic i Civil a la Universitat de Salamanca, on els seus progressos van ser destacats. Després va obtenir una beca del Col·legi de Santa María de la mateixa ciutat, un centre fundat el 1522 per Juan de Burgos i suprimit poc després per falta de recursos econòmics, pel que Álvarez en va ser un dels pocs alumnes. Més tard va passar al col·legi major de l'arquebisbat i, finalment, va obtenir el grau de Doctor a la Universitat de Sigüenza, on va traslladar-se perquè hi havia una prebenda doctoral vacant annexa a la càtedra de Prima i que va obtenir oposició quan encara no tenia 30 anys, cap a 1572. A Sigüenza va viure 6 anys, allà la seva principal labor va ser l'estudi, va esdevenir degà de Cànons i examinador de la Facultat de Lleis.
Passat aquest període, va obtenir lloc com a inquisidor a Barcelona. Allà va servir al rei en diversos assumptes, entre ells les Corts de Montsó de 1585. A Catalunya va despertar l'estima del virrei Manrique de Lara, que va recomanar Álvarez al monarca, que va fer que l'oferissin el bisbat d'Urgell, però ho va refusar perquè aleshores estava immers en la seva feina com a inquisidor en un procés contra uns cavallers a qui se'ls acusava de matar violentament un testimoni que havia de declarar davant del Tribunal de la Inquisició. L'inquisidor general, el cardenal Gaspar de Quiroga el tenia també en gran estima i el va proposar per a una plaça del Suprem Consell de la Inquisició, que se li va atorgar el 1589. Poc després va ser enviat a Granada per mandat de Quiroga per actuar contra alguns poderosos i judaïtzants de la regió. Conclosa la missió, va marxar a Madrid, on el rei el va remunerar amb el benefici de Santa María la Mayor de Trujillo. Mentre va restar a la capital, el futur rei Felip III, encara príncep hereu, el va convocar a moltes juntes importants i com a premi pels seus serveis li va concedir el priorat d'Aracena (Andalusia). El mateix príncep el va escollir perquè s'encarregués de la visita i reforma de la Universitat de Salamanca. Álvarez va restar allà durant un any i hi va actuar, segons Risco, amb prudència i encert. Va elaborar uns nous estatuts, que van tenir tan d'èxit, aprovats i confirmats pel príncep Felip el 28 de febrer de 1604, que algunes mesures van ser imitades per altres universitats com les d'Alcalá i Valladolid.
Finalitzada la seva tasca a la universitat, va coincidir que estava vacant el bisbat d'Oviedo. El rei el va presentar per aquest bisbat, i va ser consagrat en el Col·legi dels Jesuïtes de Valladolid per Juan Bautista de Acevedo, inquisidor general i bisbe d'aquella ciutat. En entrar a la ciutat, va ordenar noves constitucions, que van ser publicades a Valladolid el 1608. El 1610 el rei el va comissionar per una visita de l'Audiència de la Corunya que va ocupar-lo durant un any i en acabar va anar a la cort a informar de l'estat de l'audiència. Va estar a Madrid durant setze mesos, durant aquest temps va assistir per ordre del rei al Capítol general dels Pares Jerònims que celebraven a Lupiana. Finalitzada la comissió amb gran satisfacció del rei va ser presentat durant la seva estada al bisbat d'Àvila, i en va prendre possessió el 1612, que va ocupar durant 3 anys i després va ser promogut al de Màlaga, però va morir a Àvila abans de prendre possessió el 19 d'octubre de 1615 als 73 anys. En el seu testament va deixar-ho tot a l'església i als pobres dels pobles on havia tingut rendes. Va fer també fundacions pietoses en benefici del seu lloc natal.